# Copiapita
La copiapita és un mineral de ferro i magnesi de la classe dels sulfats. Rep el seu nom de la localitat de Copiapó (Xile), on va ser descoberta el 1833. Altres sinònims menys usats són: elaeita, flaveita, janosita, misleyita o niveita. Pertany i dona nom al grup de la copiapita.

## Característiques
La copiapita és un sulfur de ferro amb fórmula Fe²⁺Fe³⁺₄(SO₄)₆(OH)₂(H₂O)₁₄·6H₂O. L'hàbit dels cristalls, en les rares ocasions en què en forma, són de color entre groc i taronja. Acostuma a trobar-se en forma d'escates groc-verdoses a verd-oliva formant crostes massives granulars fines. És comú que porti com a impureses: coure, calci i alumini.
Segons la classificació de Nickel-Strunz, la copiapita pertany a «07.DB: Sulfats (selenats, etc.) amb anions addicionals, amb H₂O, amb cations de mida mitjana només; octaedres aïllats i unitats finites» juntament amb els següents minerals: aubertita, magnesioaubertita, svyazhinita, khademita, rostita, jurbanita, minasragrita, ortominasragrita, anortominasragrita, bobjonesita, amarantita, hohmannita, metahohmannita, aluminocopiapita, calciocopiapita, cuprocopiapita, ferricopiapita, magnesiocopiapita i zincocopiapita.

## Formació i jaciments
Es troba en zones de minerals de ferro, en àrees d'oxidació de la pirita i d'altres sulfurs de ferro. Rarament també se'n troba a les fumaroles. Apareix juntament amb melanterita, alunogen, fibroferrita, halotriquita, botriògen, butlerita i amarantita. És, amb diferència, el mineral més comú en el grup copiapita. És abundant a la zona minera d'Atacama (Xile).
Als territoris de parla catalana ha estat descrita a les mines de la riera de Cervelló (Baix Llobregat), a les mines de Rocabruna (Gavà, Baix Llobregat), al Sot de les Mines (Santa Creu d'Olorda, Barcelonès), a la pedrera de Rialls (Tordera, Maresme), a les pedreres de feldespat d'Argelers (Rosselló) i a Mas de Croanques (Teulís, Rosselló).

## Varietats
Només es coneix una varietat de copiapita, l'anomenada knoxvillita, un sulfat de ferro i crom. Es tracta d'una espècie no aprovada per l'Associació Mineralògica Internacional perquè podria tractar-se en realitat d'una barreja de copiapita i redingtonita, o una varietat rica en crom de copiapita. Ha estat trobada a la mina Redington, Knoxville, Califòrnia, Estats Units.

## Grup copiapita
El grup copiapita de minerals està format per sulfats de metall (II) i ferro (III). Com que es poden distingir per mètodes de difracció de raigs X dos subgrups estructuralment diferents, la nomenclatura podria canviar en el futur. El grup està compost per les següents espècies, a banda de la copiapita, espècies majoritària que dona nom al grup: aluminocopiapita, calciocopiapita, cuprocopiapita, ferricopiapita, magnesiocopiapita i zincocopiapita. Algunes copiapites sense analitzar poden ser, de fet, ferricopiapita o altres membres del grup.